# سباستین جیکوب
سباستین جیکوب (انگلیسی: Sebastian Jacob؛ زادهٔ ۲۶ ژوئن ۱۹۹۳) بازیکن فوتبال اهل آلمان است.
از باشگاه‌هایی که در آن بازی کرده‌است می‌توان به باشگاه فوتبال کایزرسلاوترن اشاره کرد.